# Herbrum
Herbrum ist ein Ortsteil der Stadt Papenburg im niedersächsischen Landkreis Emsland.

## Geografie
Herbrum liegt im Norden des Landkreises am rechten (östlichen) Ufer der Ems in einer Höhe von 2–12 m über NHN. Das Stadtzentrum von Papenburg liegt etwa 8 km nordöstlich von Herbrum, die Kreisstadt Meppen liegt etwa 38 km südlich. Die Ortslage umfasst eine Fläche von 17,57 km².
Der Ortsteil grenzt im Norden direkt an Aschendorf, einen weiteren Ortsteil von Papenburg. Im Westen auf der anderen Seite der Ems liegt Borsum, ein Ortsteil der Gemeinde Rhede. Im Süden grenzt es an die Gemeinden Lehe und Neulehe in der Samtgemeinde Dörpen.

Der Ortsteil Herbrum gliedert sich in Herbrum, Herbrumer Kämpe, Herbrum-Siedlung und Neu-Herbrum. 

## Geschichte

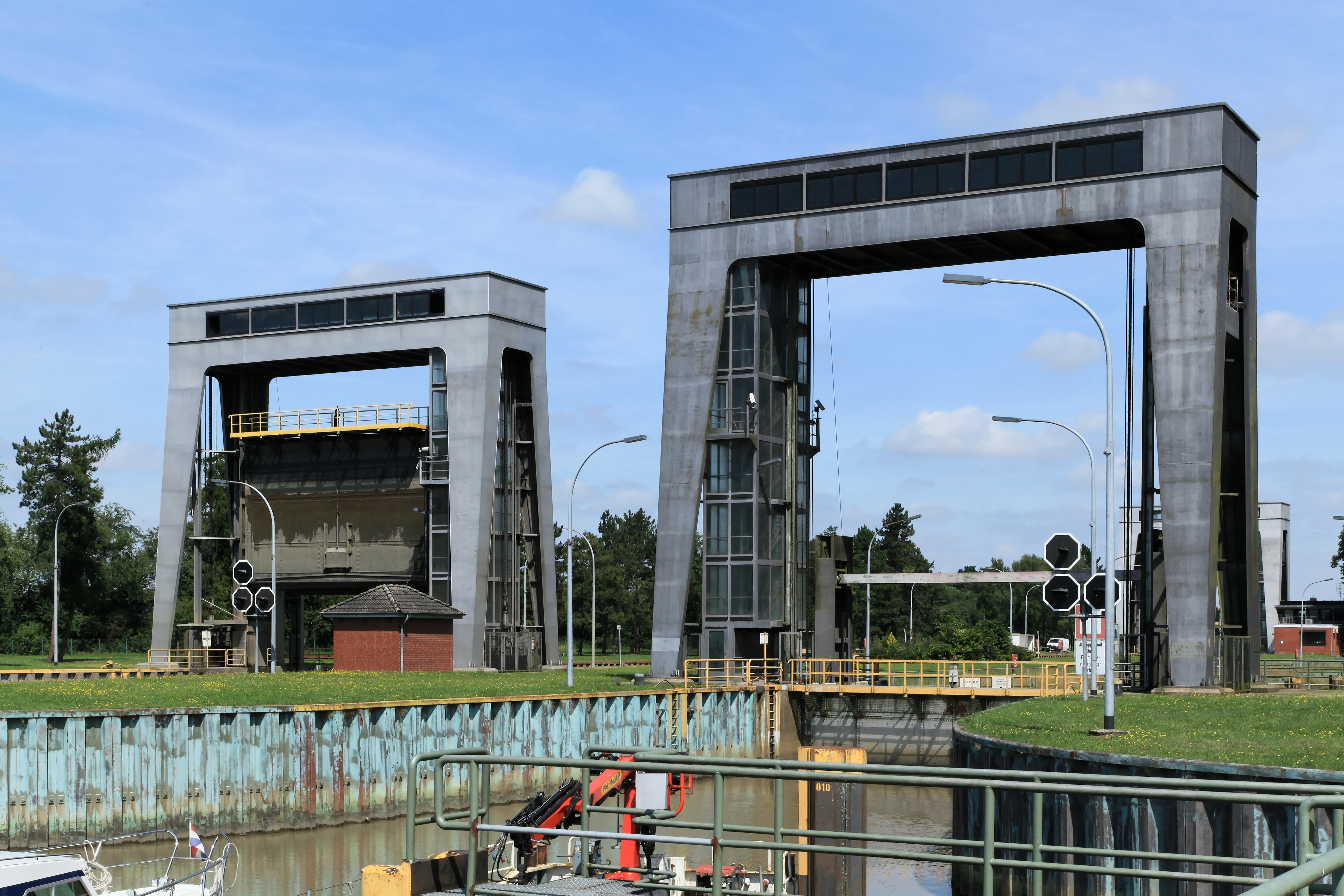
Die Schleuse des Dortmund-Ems-Kanals bei Herbrum

Die erste geschichtliche Erwähnung Herbrums geht auf das Jahr 890 zurück. 
Bis 1803 gehörte Herbrum zum Amt Meppen im Niederstift Münster. 1803 wurde das Niederstift auf Grund der Beschlüsse des Reichsdeputationshauptschlusses aufgelöst. Das Amt Meppen und somit auch Herbrum wurde dem Herzog von Arenberg als Ersatz für den Verlust seiner linksrheinischen Gebiete zugeteilt.
1810 wurde Herbrum Teil des französischen Kaiserreichs. Es gehörte zum Arrondissement Lingen im Département de l'Ems Supérieur. Das Herzogtum Arenberg-Meppen wurde 1814/15 durch die Beschlüsse auf dem Wiener Kongress dem Königreich Hannover zugeteilt. Die Ämter wurden neu eingeteilt und Herbrum wurde Teil des Amtes Aschendorf.
1866, nach dem Deutschen Krieg, wurde das Königreich Hannover von Preußen annektiert und damit zu einer preußischen Provinz. 1885 wurden die Ämter aufgelöst und die Provinz Hannover in neue Kreise gegliedert, aus dem Amt Aschendorf entstand der Kreis Aschendorf.
Am 1. August 1932 wurde durch eine Verordnung des preußischen Staatsministeriums der Kreis Aschendorf und der Kreis Hümmling mit Wirkung zum 1. Oktober 1932 aufgelöst. Aus beiden Kreisen entstand der neue Landkreis Aschendorf-Hümmling.
Am 1. Januar 1973 wurde Herbrum im Zuge der Gemeindereform in Niedersachsen in die Stadt Papenburg eingegliedert. Die Gemeinde Herbrum war bis zu diesem Zeitpunkt Mitgliedsgemeinde in der Samtgemeinde Aschendorf.
Mit der Kreisreform wurde am 1. August 1977 aus den Landkreisen Aschendorf-Hümmling, Meppen und Lingen der Landkreis Emsland gebildet.

## Wirtschaft und Infrastruktur
Durch den Ort Herbrum verläuft die Bundesstraße 70 (Leer–Rheine). Der nächstgelegene Bahnhof befindet sich in Aschendorf, die Züge des Emsland-Express (Münster–Emden) verkehren stündlich.
In Herbrum befindet sich eine Schleuse am Dortmund-Ems-Kanal, DEK-Kilometer 212.
Zwischen Borsum und Herbrum befindet sich das Segelfluggelände Alte Ems bei Herbrum.
Es gibt einen Campingplatz in Herbrum.
In Herbrum befindet sich außerdem eine Gaststätte sowie eine Tischlerei. Zudem sind eine Tankstelle samt Anhänger- und PKW-Verleih, ein Autohändler sowie ein Imbiss im Ort ansässig. Die Geschäfte befinden sich alle unmittelbar an der B70.